# Tonatiuh (esogeologia)
Tonatiuh è un centro eruttivo presente sulla superficie di Io.